# Доплер (лунный кратер)
Кратер Доплер (лат. Doppler) — большой ударный кратер в южном полушарии обратной стороны Луны. Название присвоено в честь австрийского физика Кристиана Доплера (1803—1853) и утверждено Международным астрономическим союзом в 1970 г. Образование кратера относится к раннеимбрийскому периоду.

## Описание кратера
Кратер Доплер располагается на южной границе гигантского кратера (талассоида) Королев. Ближайшими его соседями являются кратер Крукс на западе-северо-западе; огромный кратер Галуа на востоке-юго-востоке; кратер Вильзинг на юго-востоке и кратер Мохоровичич на юго-западе. Селенографические координаты центра кратера 12°35′ ю. ш. 159°50′ з. д. / 12,58° ю. ш. 159,84° з. д., диаметр 101,8 км, глубина 2,9 км.
Кратер имеет полигональную форму и значительно разрушен. Вал сглажен и перекрыт множеством кратеров различного размера, восточная часть вала прорезана долиной с юга на север. Широкий внутренний склон имеет следы террасовидной структуры.Высота вала над окружающей местностью достигает 1540 м , объем кратера составляет приблизительно 12 400 км³. Дно чаши пересеченное, северо-восточную часть чаши занимает сателлитный кратер Доплер B (см. ниже). От южной части вала кратера Доплер B в юго-восточном направлении отходит широкая долина образованная разрушенными ударными кратерами. Группа центральных холмов несколько смещена к северу от центра чаши. Несколько восточнее центра чаши находится приметный маленький чашеобразный кратер.

## Сателлитные кратеры
| Доплер | Координаты                                              | Диаметр, км |
| ------ | ------------------------------------------------------- | ----------- |
| B      | 11°35′ ю. ш. 159°19′ з. д. / 11,59° ю. ш. 159,32° з. д. | 34,3        |
| M      | 15°08′ ю. ш. 159°53′ з. д. / 15,13° ю. ш. 159,89° з. д. | 27,4        |
| N      | 16°29′ ю. ш. 160°19′ з. д. / 16,48° ю. ш. 160,32° з. д. | 16,6        |
| W      | 11°00′ ю. ш. 162°08′ з. д. / 11° ю. ш. 162,14° з. д.    | 15,4        |
| X      | 10°18′ ю. ш. 161°50′ з. д. / 10,3° ю. ш. 161,83° з. д.  | 18,1        |

- Образование сателлитного кратера Доплер B относится к эратосфенскому периоду[1].

## См.также
- Список кратеров на Луне
- Лунный кратер
- Морфологический каталог кратеров Луны
- Планетная номенклатура
- Селенография
- Минералогия Луны
- Геология Луны
- Поздняя тяжёлая бомбардировка